# 우묵사스레피
우묵사스레피는 제주도 서귀포, 전남·경남의 해변에 자라는 상록관목으로 높이는 2-3m이다. 잎은 어긋나고 2줄로 배열하며 가죽질이다. 좁은 거꿀달걀형으로 끝이 오목하게 들어가고, 길이 1-5cm이다. 양 면에 털이 없고, 표면은 짙은 녹색, 뒷면은 연녹색, 가장자리는 뒤로 젖혀지고, 물결 모양의 둔한 톱니 모양이다. 꽃은 암수딴그루로 연한 황록색이며 지름 4-5cm, 잎겨드랑이에서 밑을 향해 1-3송이씩 달린다. 꽃받침은 5장으로 편원형이며 가장 자리는 막질이다. 열매는 장과로 둥근 모양이고 자흑색으로 익는다. 개화기는 6월, 결실기는 10월로 녹화수이다.  사스레피나무와 비슷하나, 잎이 뒤로 말려 우묵하게 들어가 우묵사스레피라고 한다. 열매가 쥐똥같고, 해변에서 생육하므로 갯쥐똥나무라고도 한다.